# Iljušin Il-214
Iljušin Il-214 je srednje veliko vojaško tovorno letalo, ki ga razvija  ruski United Aircraft Corporation (UAC) v sodelovanju iz indijskim Hindustan Aeronautics (HAL). Vsak naj bi prispeval polovico k $600 milijonskemu razvojnemu programu. Il- 214 bo nadomestil tovorna letala An-32 in bo vstopil v uporabo leta 2018. Rusija naj bi kupila 105 letala, Indija pa 45.
Poganjala ga bosta dva motorja Aviadvigatel PS-90, tovorna kabina bo podobna Il-76, vendar s pol manjšo kapaciteto tovora in sicer 20 ton. Lahko bo letelo do 2500 kilometrov daleč s hitrostjo 870 km/h.